# Coppa delle Coppe 1976-1977 (pallacanestro maschile)
La Coppa delle Coppe 1976-1977 di pallacanestro maschile venne vinta dalla Forst Cantù.

## Risultati

### Primo turno
| Squadra 1          | Totale    | Squadra 2               | Andata | Ritorno |
| ------------------ | --------- | ----------------------- | ------ | ------- |
| Etzella Ettelbruck | 120 - 211 | Trend Vienna            | 60-99  | 60-112  |
| Hapoel Gvat/Yagur  | 145 - 163 | Steaua București        | 83-71  | 62-92   |
| Fribourg Olympic   | 141 - 147 | Beşiktaş                | 82-71  | 59-76   |
| UMF Njarðvíkur     | 143 - 165 | Boroughmir Barrs        | 77-78  | 66-87   |
| Buitoni Flamingo's | 167 - 189 | Joventut Schweppes      | 80-74  | 87-115  |
| Zamalek            | 166-189   | Wybrzeże Danzica        | 78-79  | 88-110  |
| Partizani Tirana   | 0 - 4     | Radnički Belgrado       | 0-2    | 0-2     |
| Högsbo             | 172 - 169 | MTV Wolfenbüttel        | 91-74  | 81-95   |
| Čern. Burgas       | 179 - 187 | Ijsboerke Kortrijk      | 98-85  | 81-102  |
| AEK Atene          | 132 - 172 | Slavia VŠ Praga         | 73-66  | 59-106  |
| Embassy All-Stars  | 17 3- 192 | ASVEL Lyon-Villeurbanne | 87-83  | 86-109  |

### Ottavi di finale
| Squadra 1          | Totale    | Squadra 2               | Andata | Ritorno |
| ------------------ | --------- | ----------------------- | ------ | ------- |
| Trend Vienna       | 166 - 179 | ASVEL Lyon-Villeurbanne | 92-83  | 74-96   |
| Steaua București   | 143 - 141 | Beşiktaş                | 77-57  | 66-84   |
| Boroughmir Barrs   | 130 - 237 | Joventut Schweppes      | 66-111 | 64-126  |
| Wybrzeże Danzica   | 187 - 211 | Radnički Belgrado       | 101-94 | 86-117  |
| Högsbo             | 180 - 208 | Forst Cantù             | 95-101 | 85-107  |
| Ijsboerke Kortrijk | 165 - 178 | Slavia VŠ Praha         | 96-83  | 69-95   |

Cinzano Milano e Spartak Leningrado qualificate automaticamente ai quarti.

### Quarti di finale

#### Gruppo A
|    | Squadra            | G | V | P | PF  | PS  | Dif  | P.ti |
| -- | ------------------ | - | - | - | --- | --- | ---- | ---- |
| 1. | Radnički Belgrado  | 6 | 4 | 2 | 540 | 475 | +65  | 10   |
| 2. | Cinzano Milano     | 6 | 3 | 3 | 540 | 504 | +36  | 9    |
| 3. | Spartak Leningrado | 6 | 3 | 3 | 514 | 491 | +23  | 9    |
| 4. | Slavia VŠ Praga    | 6 | 2 | 4 | 426 | 550 | -124 | 8    |

#### Gruppo B
|    | Squadra                 | G | V | P | PF  | PS  | Dif  | P.ti |
| -- | ----------------------- | - | - | - | --- | --- | ---- | ---- |
| 1. | Forst Cantù             | 6 | 4 | 2 | 599 | 495 | +104 | 10   |
| 2. | Joventut Schweppes      | 6 | 4 | 2 | 539 | 528 | +11  | 10   |
| 3. | Steaua Bucarest         | 6 | 3 | 3 | 484 | 522 | -38  | 9    |
| 4. | ASVEL Lyon-Villeurbanne | 6 | 1 | 5 | 503 | 580 | -77  | 7    |

|  | Qualificate alle semifinali |
|  | Eliminata                   |

### Semifinali
| Squadra 1          | Totale    | Squadra 2         | Andata | Ritorno |
| ------------------ | --------- | ----------------- | ------ | ------- |
| Forst Cantù        | 199 - 173 | Cinzano Milano    | 101-78 | 98-95   |
| Joventut Schweppes | 154 - 171 | Radnički Belgrado | 74-77  | 80-94   |

### Finale
| Squadra 1   | Risultato | Squadra 2         |
| ----------- | --------- | ----------------- |
| Forst Cantù | 87 - 86   | Radnički Belgrado |

| Coppa delle Coppe 1976-1977 |
| --------------------------- |
| Forst Cantù 1º titolo       |

## Formazione vincitrice
| N° | Naz.                   | Ruolo | Sportivo             |  | Alt. |  |
| -- | ---------------------- | ----- | -------------------- |  | ---- |  |
| 4  | Italia (bandiera)      | P     | Giorgio Cattini      |  |      |  |
| 5  | Italia (bandiera)      | P     | Roberto Natalini     |  |      |  |
| 6  | Italia (bandiera)      | G     | Carlo Recalcati      |  |      |  |
| 7  | Italia (bandiera)      | A     | Franco Meneghel      |  |      |  |
| 8  | Italia (bandiera)      | A     | Fabrizio Della Fiori |  |      |  |
| 10 | Italia (bandiera)      | P     | Umberto Cappelletti  |  |      |  |
| 11 | Italia (bandiera)      | A     | Bruno Carapacchi     |  |      |  |
| 12 | Stati Uniti (bandiera) | AC    | Harthorne Wingo      |  |      |  |
| 13 | Stati Uniti (bandiera) | C     | Bob Lienhard         |  |      |  |
| 14 | Italia (bandiera)      | P     | Pierluigi Marzorati  |  |      |  |
| 15 | Italia (bandiera)      | C     | Giampiero Cortinovis |  |      |  |
| 16 | Italia (bandiera)      | C     | Renzo Tombolato      |  |      |  |
|    | Italia (bandiera)      |       | Prezzati             |  |      |  |
|    | Italia (bandiera)      | All.  | Arnaldo Taurisano    |  |      |  |